# Paraprenanthes polypodifolia
Paraprenanthes polypodifolia là một loài thực vật có hoa trong họ Cúc. Loài này được (Franch.) C.C.Chang ex C.Shih mô tả khoa học đầu tiên năm 1997.